# Huzur Dersleri
Huzur Dersleri waren gelehrte Disputationen der führenden Religionsgelehrten (Ulema) des Osmanischen Reiches, die an den ersten acht Tagen des Ramadan im Beisein des Sultans und Kalifen (Huzuru âli-i hilâfetpenah) stattfanden. Die Tradition der institutionalisierten Huzur Dersleri begann mit ihrer Einführung im Jahr 1759 und endete nach ununterbrochener Durchführung im Jahr 1924 mit der Ausweisung des letzten Kalifen Abdülmecid II. aus der neu gegründeten Republik Türkei.

## Entstehung
Schon unter Mehmed II., dem Eroberer Istanbuls, fanden im Palast theologische Disputationen im Beisein des Sultans statt. Als wiederkehrend abgehaltene Veranstaltungsreihe mit festen Regeln wurden die Huzur Dersleri unter Mustafa III. im Monat Ramadan des Jahres 1172 nach Hidschrī-Zeitrechnung (1759 n. Chr.) institutionalisiert. 

## Ablauf der Huzur Dersleri
In den ersten Tagen des Ramadan trat, außer an Freitagen, jeweils einer von acht verschiedenen Räten (Meclis) von Religionsgelehrten zusammen, die aus einem Mukarrir genannten Vorsteher und mehreren Muhatap genannten Mitgliedern bestanden. Als Mukarrir galten im osmanischen Bildungswesen jene Professoren (Müderris), die ihren Unterrichtsstoff per Repetition vermittelten. Die Huzur Dersleri fanden immer in der Zeit zwischen dem Mittags- und Nachmittagsgebet statt. Nach dem gemeinsam verrichteten Nachmittagsgebet zog sich der Herrscher in seine Privaträume zurück. Wo die Huzur Dersleri stattfanden, wurde vorab durch ein Dekret des Sultans bekanntgegeben. Die meisten Huzur Dersleri wurden im Topkapı-Palast abgehalten, doch fanden zu späterer Zeit auch Veranstaltungen im Dolmabahçe-Palast und Yıldız-Palast statt. Hierzu wurden in den jeweiligen Palästen verschiedene Räumlichkeiten genutzt. Alle Anwesenden, der Sultan eingeschlossen, saßen auf Sitzkissen (Minder). Rechts vom Sultan saß der Mukarrir und neben diesem im Halbkreis die Muhatap. Neben dem Sultan, dem Şeyhülislam und den Religionsgelehrten nahmen auf persönliche Einladung des Sultans Mitglieder des Herrscherhauses, hochgestellte Persönlichkeiten und Staatsgäste an den Huzur Dersleri teil. Vor allem die Prinzen (Şehzade) nutzten diese Versammlungen, um Bekanntschaft mit den auch politisch mächtigen Gelehrten zu machen und im Vorgriff auf eine spätere potenzielle Herrschaft Netzwerke zu etablieren.

## Gegenstand und Methode der Disputationen
Gegenstand der Disputationen, die nach strengen Regeln abliefen, waren Fragen der Koranexegese. Als Grundlage diente das Werk Anwār at-tanzīl wa-asrār at-taʾwīl des iranischen Gelehrten al-Baidāwī, das in osmanischen Medresen als exegetisches Standardwerk galt. Nach anfänglicher Rezitation eines Koranverses wurde dieser in allen acht Sitzungen eines Jahres systematisch erörtert. Der Mukarrir eröffnete das Thema und beantwortete im Anschluss Fragen, während sich die Muhatap durch Fragestellungen und weitere Ausführungen beteiligten. Da der Sultan, der sich durch gezielte Fragestellungen an der Diskussion beteiligen konnte, anwesend war, verbat sich jedoch eine unstrukturierte oder gar hitzige Diskussion. Zum Teil erstreckte sich die vollumfängliche Erörterung eines einzelnen Verses, bei der linguistische, theologische und religionsrechtliche Aspekte im Mittelpunkt standen, über mehrere Jahre. Im Jahr 1759 wurde Vers 1 der ersten Sure al-Fātiha verhandelt. Im Rahmen der letzten Huzur Dersleri im Jahr 1924 wurde Vers 26 der sechzehnten Surat an-Naḥl verhandelt. Die Disputationen wurden auf Arabisch abgehalten, das im Osmanischen Reich als Wissenschaftssprache etabliert war. Erst unter Abdülhamid II. wurden zum Ende einer jeden Sitzung kurze Zusammenfassungen auf Türkisch verkündet, damit möglichst alle Anwesenden vom Inhalt der Disputationen profitieren konnten.

## Auswahl der Ulema
Die Zahl der Ulema, die den Räten zugeteilt wurden, wuchs im Laufe der Zeit stetig an. Setzte sich ein Rat im Jahr 1759 noch aus sechs Mitglieder zusammen, betrug deren Zahl im Jahr 1924 sechzehn. Das Vorschlagsrecht für die Ratsmitglieder hatte der Şeyhülislam inne. Die Ernennung zum Ratsmitglied vollzog sich erst durch Bestätigung durch den Sultan. Die Mitgliedskandidaten mussten eine Reihe von Voraussetzungen erfüllen: Sie mussten Professoren sein, die als Studenten (Mülazim) an einer der höchsten Istanbuler Medresen, die als Elitehochschulen des Reiches galten, einen Abschluss mit Auszeichnungsurkunde (Berat) erlangt hatten. Sie mussten zudem über eine hohe Anzahl an fortgeschrittenen Studenten verfügen, ihren Wohnsitz in Istanbul haben, als Experten auf ihrem Lehrgebiet gelten und in ihrer Umgebung als hervorragende Persönlichkeiten Ruhm erlangt haben. Weder der Şeyhülislam noch der Sultan durften bei der Erwägung potenzieller Mitglieder von diesen Voraussetzungen abweichen. Es kam im Laufe der Jahre zwar immer wieder vor, dass einzelne Religionsgelehrte auf Wunsch des Sultans zusätzlich anwesend waren, doch galt die Erlaubnis für deren Teilnahme stets nur für einen einzigen Tag und begründete kein Recht auf eine regelmäßige Teilnahme.
Die Reihenfolge der Räte entsprach ihrer protokollarischen Rangfolge. Der am ersten Tag tagende Rat war, bezogen auf die theologische und reputative Qualität seiner Mitglieder, der hierarchisch am höchsten gestellte. Musste ein Platz in einem der oberen Räte aufgrund des Todes eines Mitglieds neu besetzt werden, wurde hierzu auf das ranghöchste Mitglied aus einem der unteren Räte zurückgegriffen. Der Platz eines Mukarrir konnte nur mit einem Mukarrir eines unteren Rates besetzt werden. Erst wenn der Mukarrir des achten und letzten Rates besetzt werden musste, wurde ein Muhatap berücksichtigt. Die Mitgliedschaft im Kollegium der Huzur Dersleri begann für Neulinge folglich fast immer im achten Rat. 
Die Mitglieder des Kollegiums erhielten für ihre Teilnahme eine festgelegte Vergütung sowie weitere wertvolle Sachgeschenke. Aufgrund der hohen protokollarischen Stellung der Veranstaltung waren die Teilnehmenden dazu angehalten, in aufwendiger und vom Palastprotokoll genau vorgeschriebener Kleidung zu erscheinen. Hierzu wurden ihnen Stoffe von höchster Qualität zur Verfügung gestellt.